# Bactrocera circamusae
Bactrocera circamusae
 es una especie de díptero que Drew describió por primera vez en 1989. Bactrocera circamusae pertenece al género Bactrocera de la familia Tephritidae. 